# Sjövikstorget

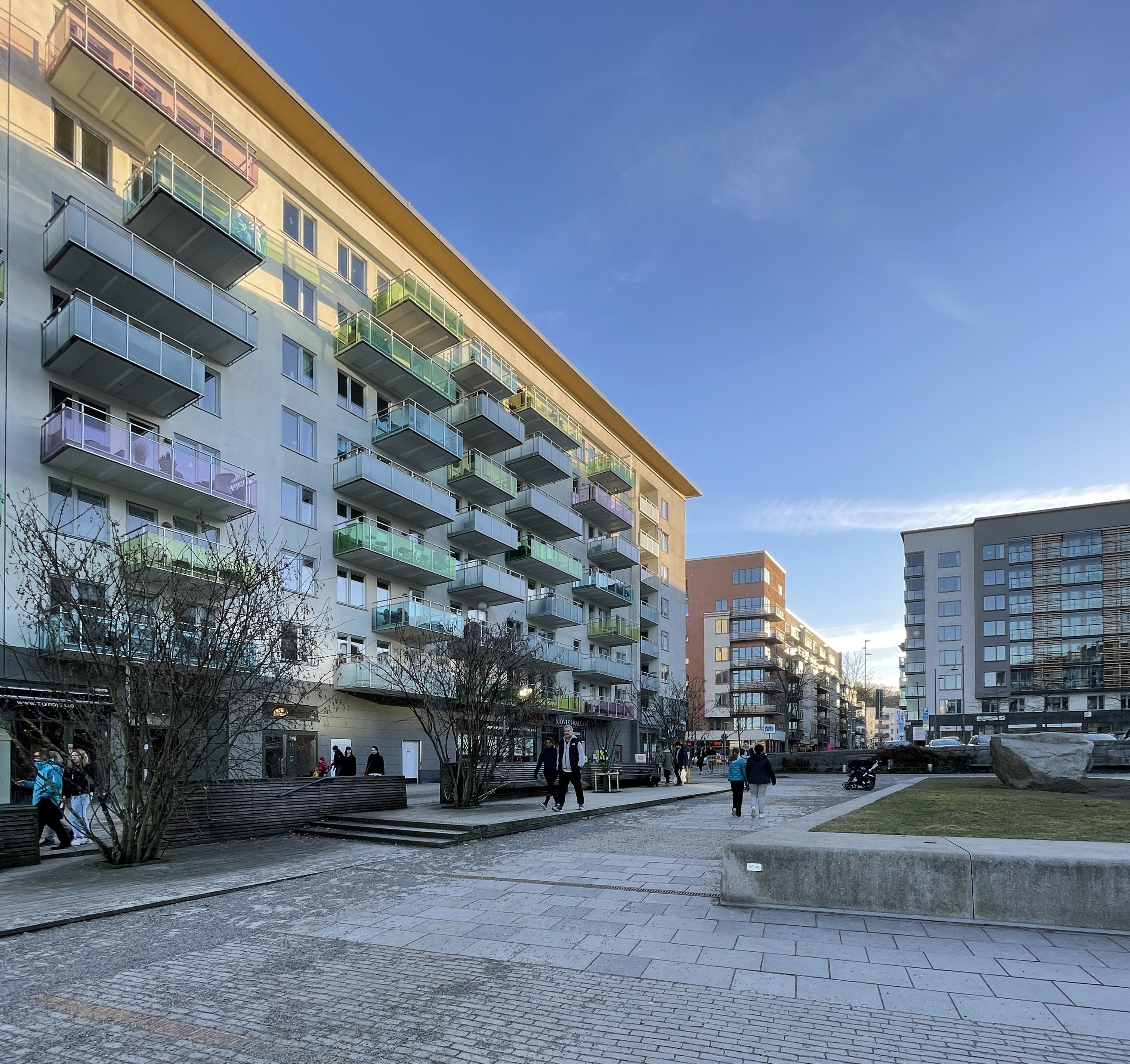
Sjövikstorget

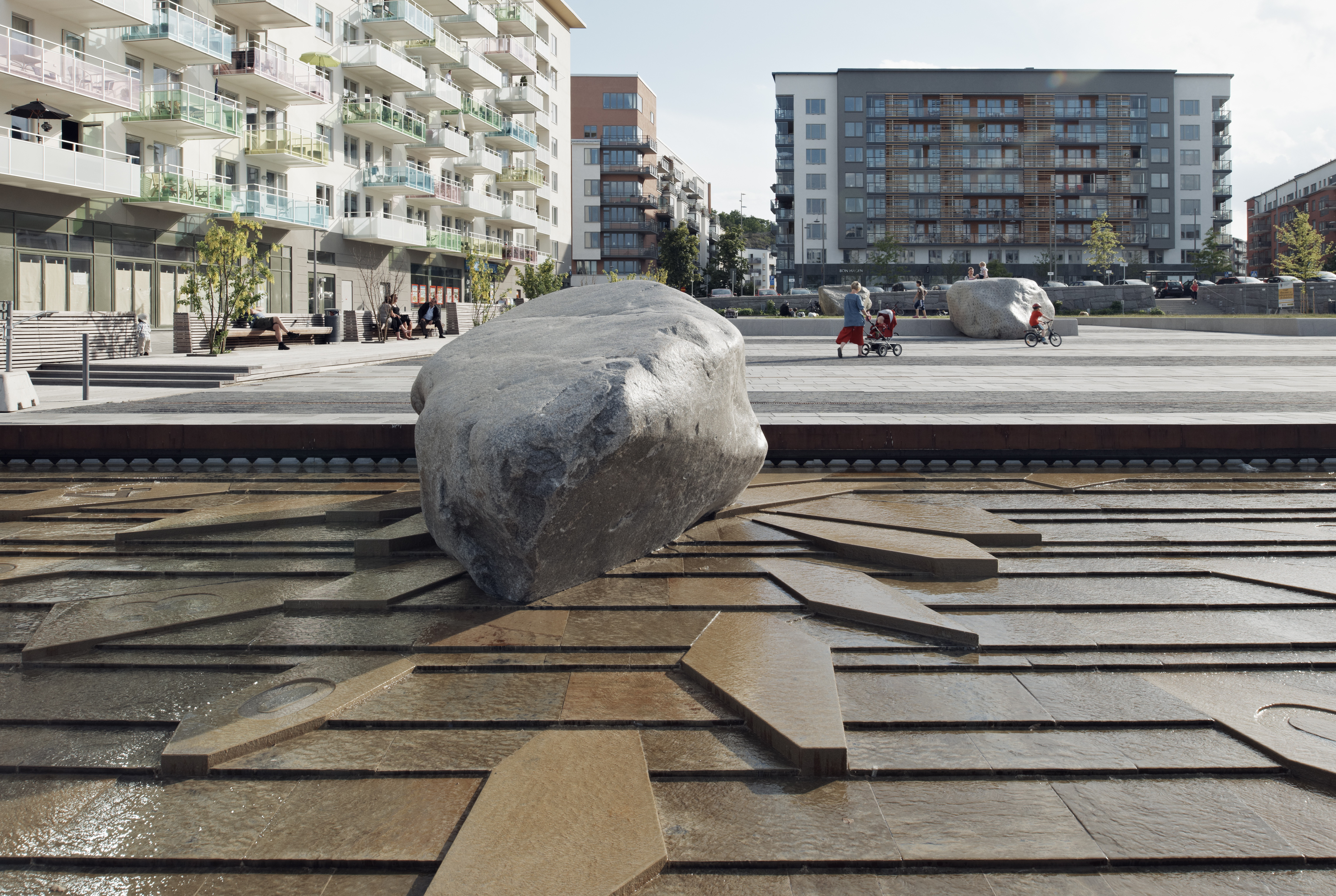
Sjövikstorget, vy söderut, juni 2010.

Sjövikstorget ligger i bostadsområdet Årstadal i Liljeholmen, södra Stockholm. Torget gestaltades av Sweco landskapsarkitekter och invigdes i juni 2009 samt belönades med 2015 års Stenpriset. På torget finns konstverket En tidsmaskin skapat av Jan Svenungsson. 

## Beskrivning

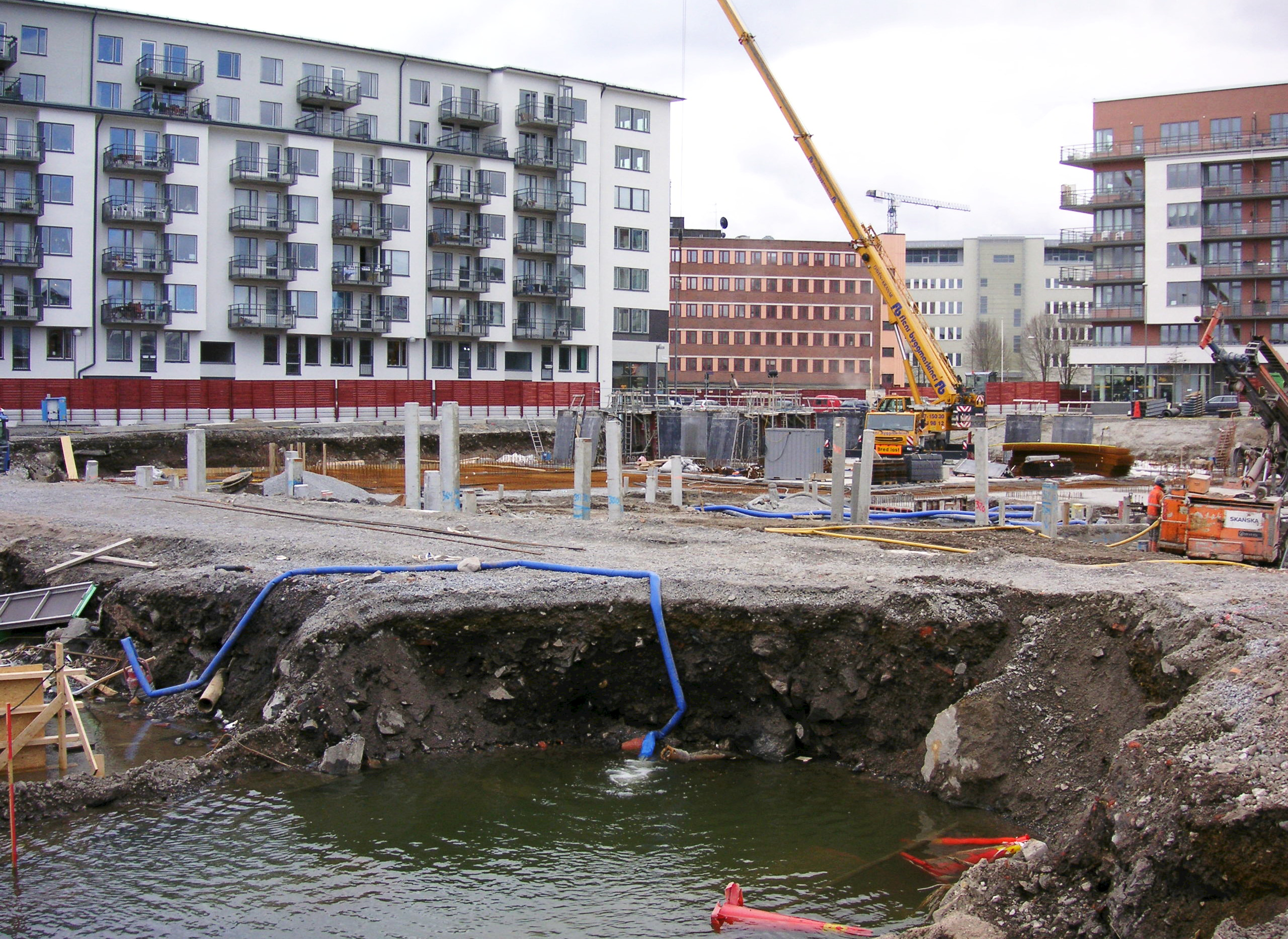
Anläggningsarbetena i april 2006.

Sjövikstorget ligger i vinkeln mellan bostadshusområdet Årstadal och kontorshusområdet Marievik och anlades 2006–2009 i samband med tillkomsten av Årstadals nya bebyggelse. För torgets gestaltning stod landskapsarkitekterna Thorbjörn Andersson och arkitekten PeGe Hillinge på Sweco.
Torget är närapå kvadratiskt och mäter ungefär 70 x 70 meter och gränser i norr mot Årstaviken. Området lutar svagt mot norr och vattnet, det ramas in av två långa trädäck som avslutas med en utstickande pir på sydöstra sidan och solterrasser på nordvästra sidan. Mellersta delen utgörs av en stenlagd torgyta som lättas upp av två gräsplanterade fält inramade av stenmurar. Närmast Årstaviken övergår torgytan i ett 40 meter brett vattenspel vars mellersta del består av omlott lagda skifferplattor där besökaren kan passera över. 
Torget smyckas av tre stora flyttblock som tillsammans bildar konstverket En tidsmaskin skapat av Jan Svenungsson. De ger intryck av att just rulla ner för torget mot vattenleken. Ett av dem har hamnat i vattenspegeln där det finns ett mönster, lagt med två sorters granit, som bildar ett stiliserat plask. Det största av de tre flyttblocken (vikt 36 ton) ligger kvar högst upp. Det bär korta osammanhängande textmeddelanden skrivna i versaler som ”global koldioxidskatt krävs”, ”går inte att räkna bort Gaza”, ”gick Putins väg” eller ”Marie-Louise Ekman ny Dramatenchef”. Texterna är i själva verket en samling tidningsrubriker från DN, SvD, Aftonbladet och Expressen under en och samma dag på våren 2008 när den första stenen lades på plats.

## Juryns motivering
| ” | Genom lekfullhet, kreativitet och omsorg om varje detalj skapas en inbjudande miljö för möten. En mångfald av naturstenssorter som granit och skiffer samspelar på ett harmoniskt sätt med såväl träkonstruktioner som gröna ytor och ger liv åt stadens kollektiva rum. Trädens volym i torgets västra del förändrar rummets form, sätter tonen och öppnar torget mot vattnet. Torgytans svaga lutning är ett grepp som accentueras av de horisontella gräsytorna i platsens övre ”trädgårdsrum”. Lutningen stärker rörelsen mot vattenspelet och för vidare mot vattnet och kajens utskjutande armar där de besökande visar att de tagit platsen i besittning och pluggat bultskallarna med kapsyler. Vattenspelets varierade scenbearbetningar lockar till lek och ömsinta taktila upplevelser, också för vuxna fötter. De stora stenblocken som bildar konstverket ”Tidsmaskin” kontrasterar mot den lagda naturstenen men understryker samtidigt torgets referenser till den klassiska trädgårdens element. | „ |

## Bilder

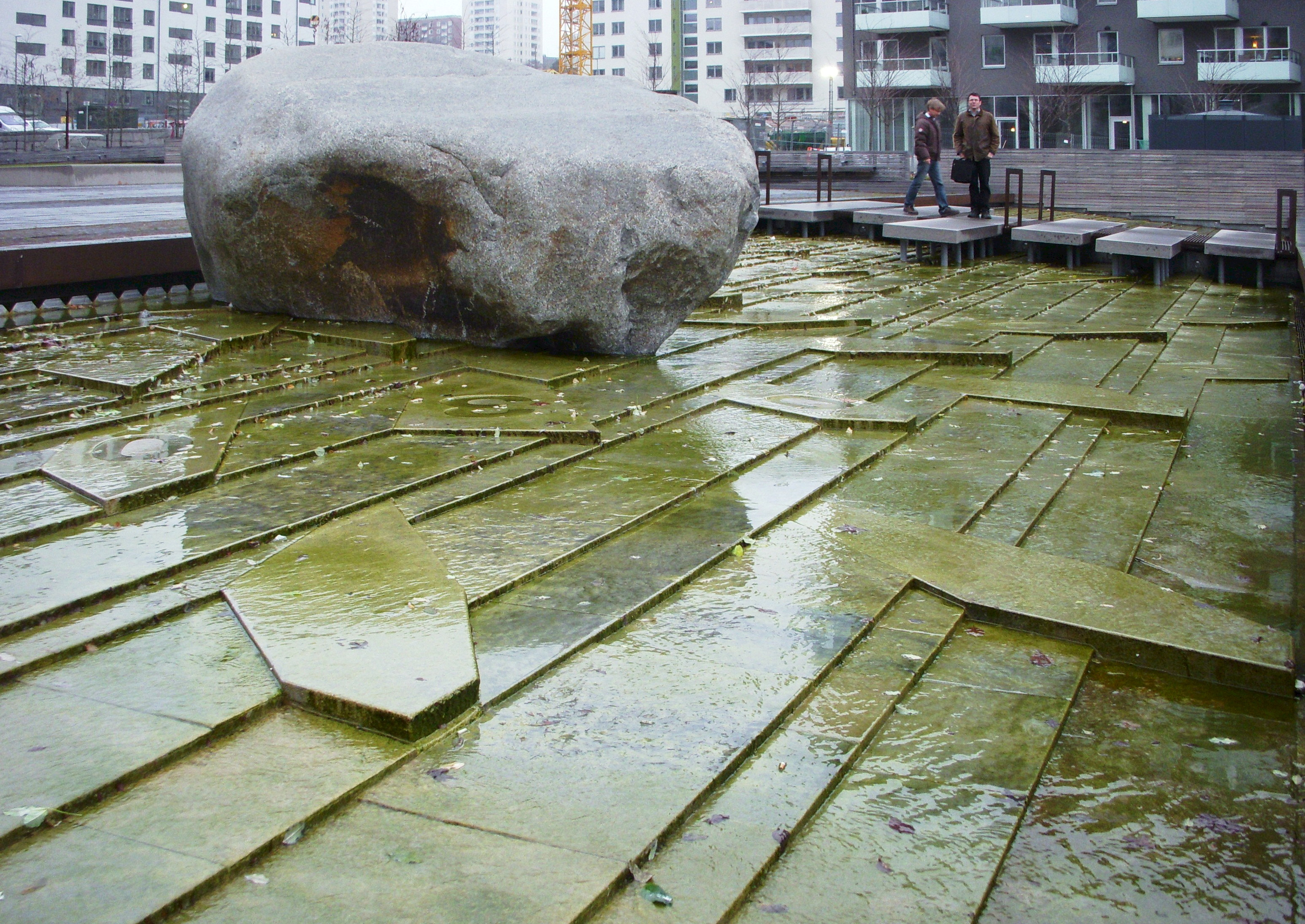
Vattenspelet.
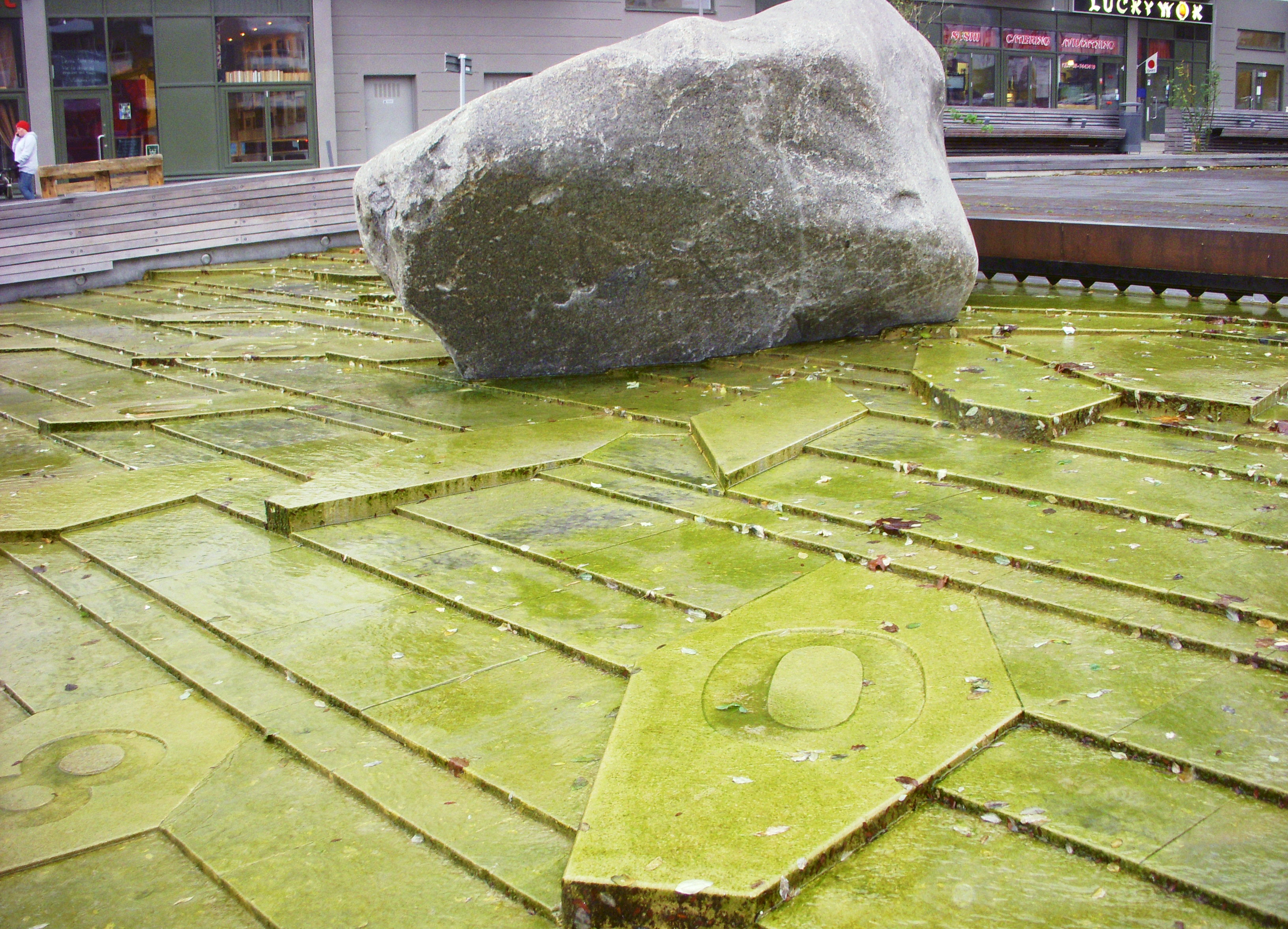
Vattenspelet.
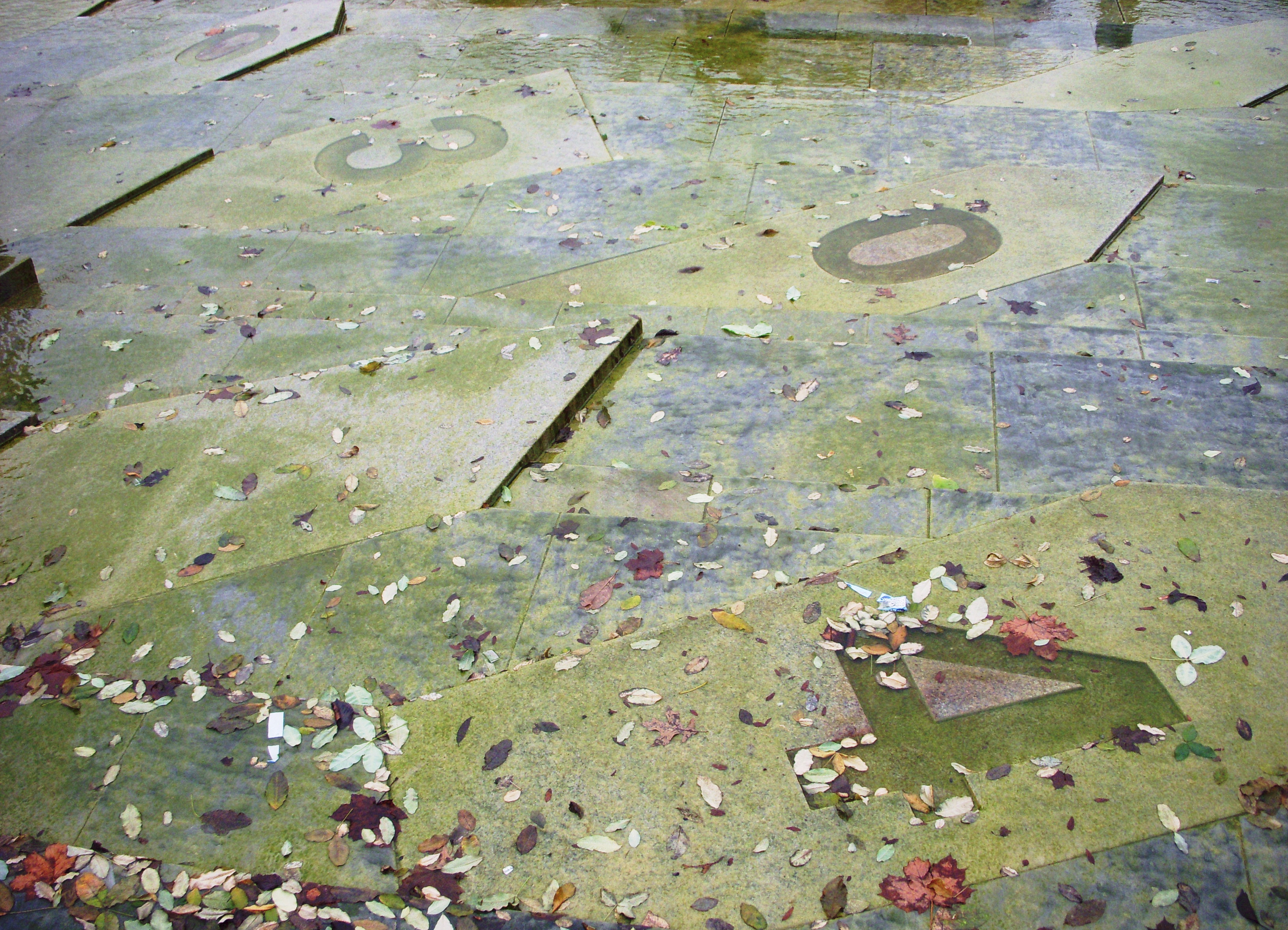
Siffror i vattenspelet som bildar ett datum.
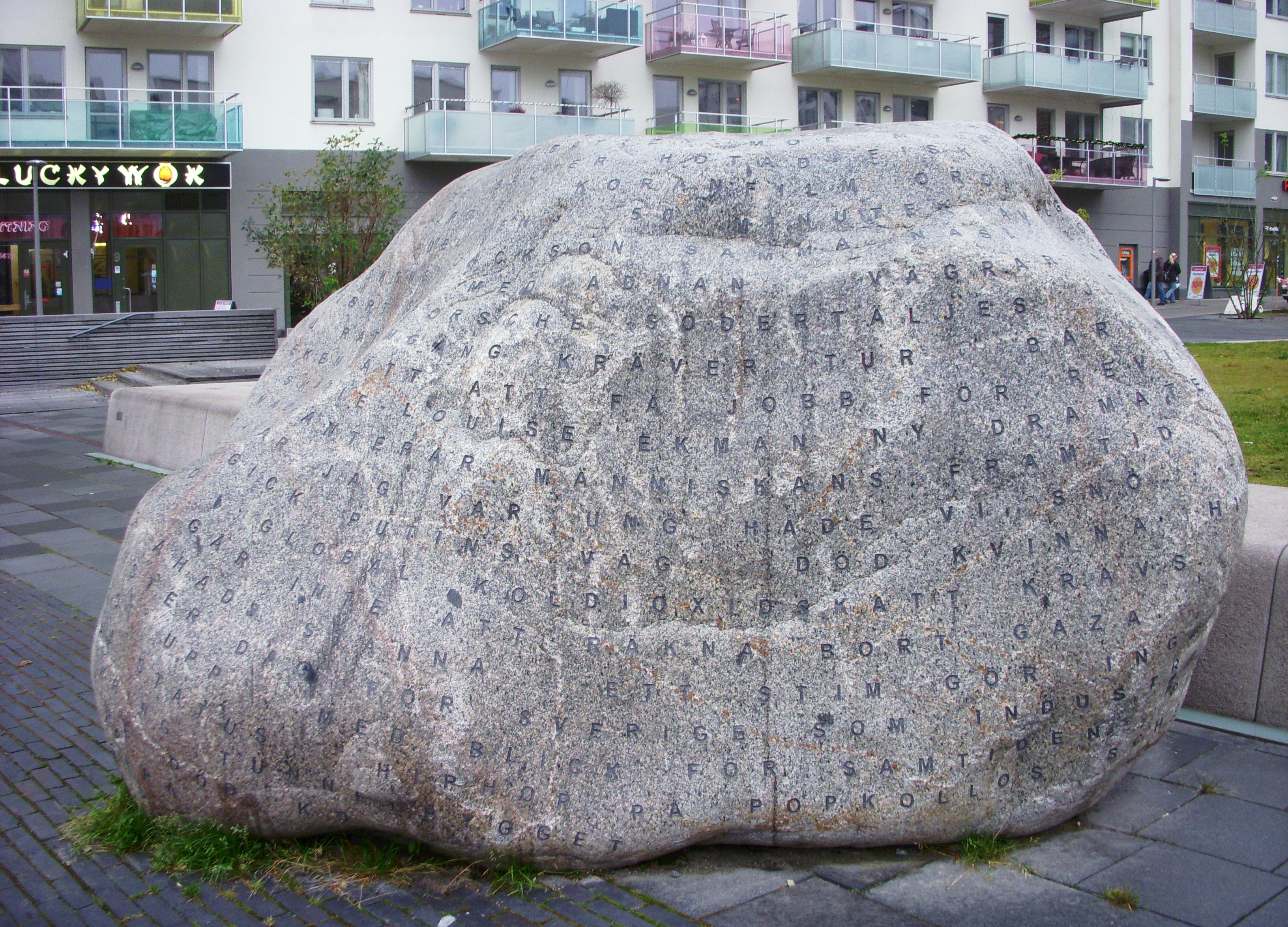
Flyttblocket med tidningsrubriker.